# John Muir
Pour les articles homonymes, voir Muir.
John Muir (né le 21 avril 1838 et mort le 24 décembre 1914) est un écrivain américain né en Écosse. Il fut l'un des premiers naturalistes modernes, militant de la protection de la nature. Ses lettres, essais, et livres racontent ses aventures dans la nature et la vie sauvage, notamment dans les montagnes de la sierra Nevada en Californie ; très lus à son époque, ils sont encore très populaires aujourd'hui. Son action a contribué à sauver la vallée de Yosemite et d'autres espaces sauvages. Le Sierra Club, qu'il a fondé, est à ce jour une des plus importantes organisations de protection de l'environnement des États-Unis. Ses écrits et sa philosophie ont fortement influencé la naissance du mouvement écologiste moderne.

## Biographie

### De Dunbar à Yosemite
Muir est né le 21 avril 1838 à Dunbar, dans l'East Lothian, en Écosse. Ses parents se nomment Daniel Muir et Ann Gilrye. Il est un de leurs huit enfants, précédé par Margaret et Sarah, et suivi par David, Daniel, Ann et Mary (jumelles) et Joanna, née aux États-Unis. Dans son autobiographie, il raconte ses passe-temps d'enfance : bagarres au cours desquelles il rejouait les batailles épiques des guerres d'indépendance de l'histoire écossaise, ou bien concours de découverte de nids d'oiseaux. De tels passe-temps se révéleront formateurs pour le caractère de Muir, une fois adulte.

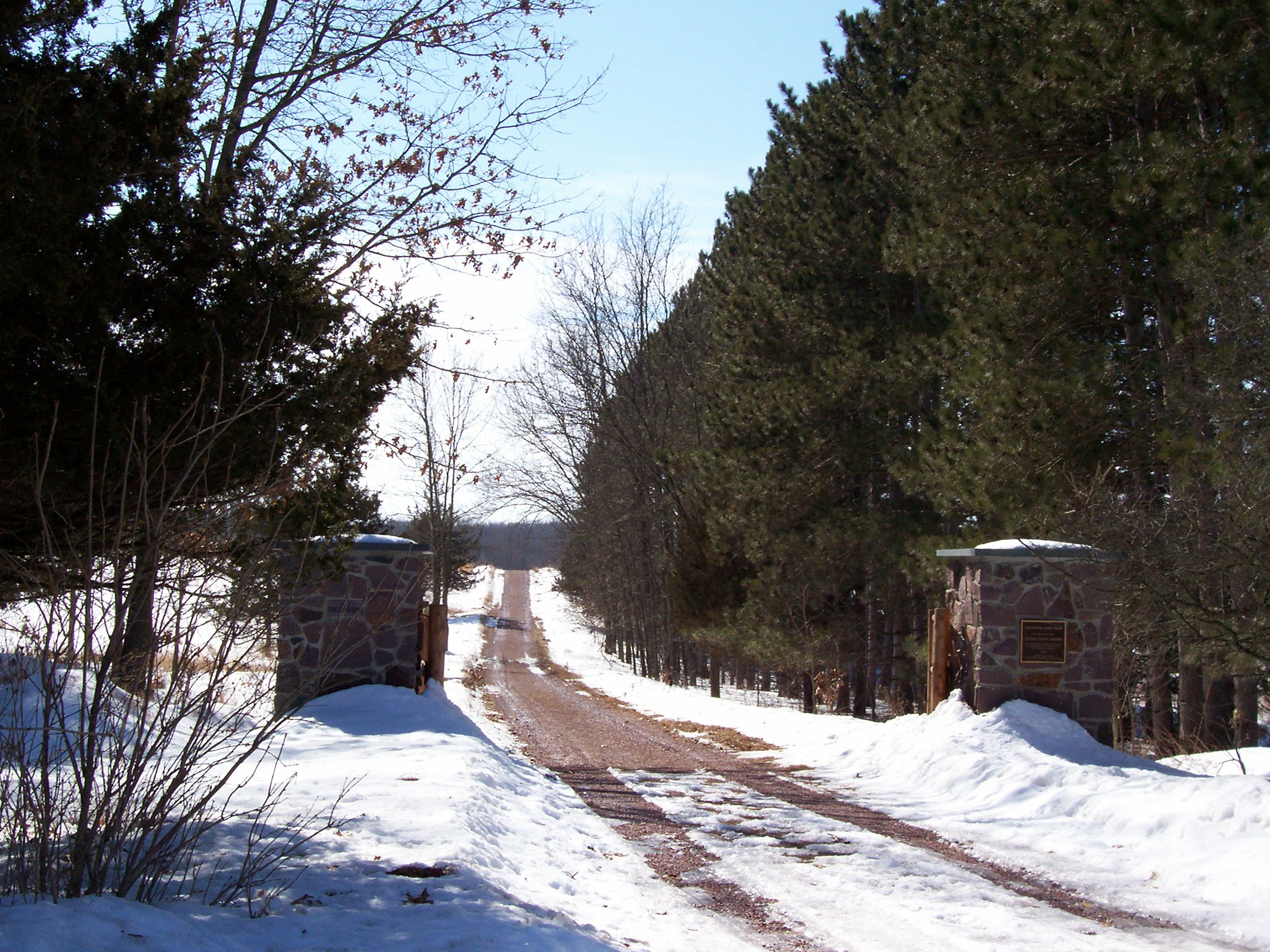
L'entrée de la ferme Fountain Lake Farm près de Portage.

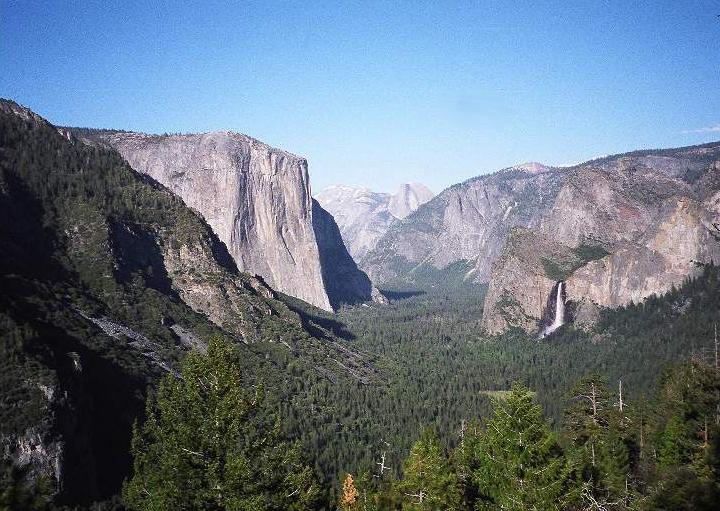
La vallée de Yosemite, vue à partir d'Inspiration Point.

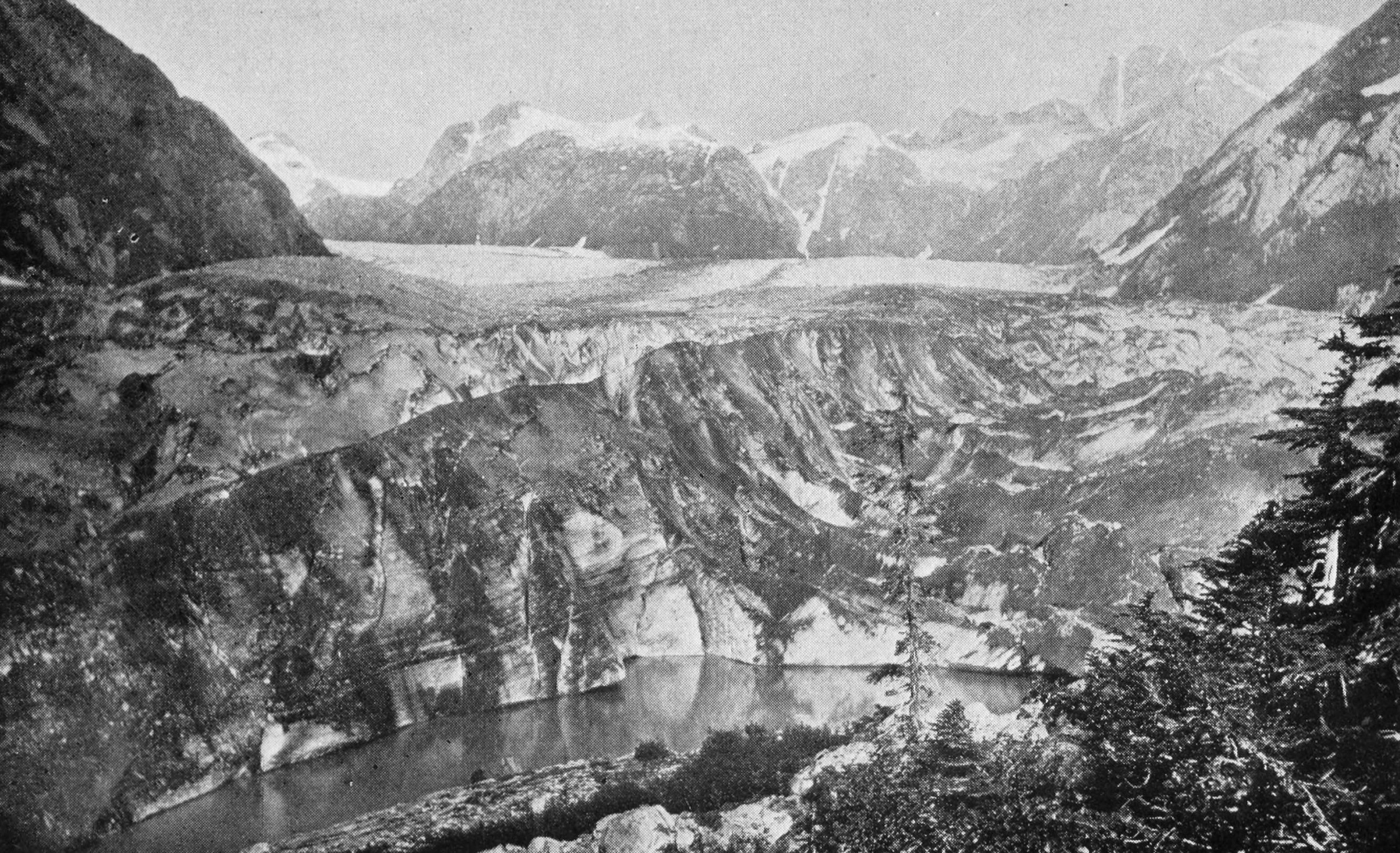
Glacier de la Stickeen Valley (Alaska), photo extraite du livre Alaska Days with John Muir, écrit par Samuel Hall Young, publié en 1915.

Muir émigre aux États-Unis en 1849, lorsque sa famille acquiert une ferme non loin de Portage, dans le Wisconsin, appelée Fountain Lake Farm. Il entre en 1860 à l'université du Wisconsin à Madison où il suit des cours pendant quelques années. C'est là-bas, sous un haut caroubier, que Muir suit son premier cours de botanique. Un de ses amis étudiant cueille une fleur de l'arbre et explique que le grand caroubier fait partie de la famille des pois, plus particulièrement de celle des pois non alignés. Cinquante ans plus tard, le naturaliste décrit ce moment dans son autobiographie. « Ce petit cours m'a envouté et m'a fait voler par-delà les forêts et les prairies avec un enthousiasme sauvage », écrit Muir. Mais au lieu de passer sa licence dans une école construite par la main de l'homme, Muir choisit de s'inscrire à « l'université de la vie sauvage » et parcourt ainsi des centaines de kilomètres, de l'Indiana à la Floride, après avoir passé les années 1866 et 1867 à travailler en tant qu'ingénieur industriel à Indianapolis, où il perd presque la vue dans un accident du travail. Il avait prévu de continuer à voyager en Amérique du Sud, mais il est atteint de paludisme, et se rend donc en Californie.
Arrivé à San Francisco en mars 1868, Muir part immédiatement à la recherche d'un lieu dont il ne connaissait que le nom, Yosemite. Découvrant la vallée de Yosemite, il est captivé et écrit : « Aucun temple construit de la main de l'homme ne peut être comparé à Yosemite », et : « Yosemite est le plus grand de tous les temples dédiés à la Nature ».
Après un premier séjour d'une semaine, il retourne dans les montagnes de la sierra Nevada et devient conducteur de ferry, berger et amateur de rodéo. En mai 1869, un propriétaire de ranch nommé Pat Delaney lui propose un travail d'été, consistant à mener et surveiller son troupeau de moutons. Muir accepte l'offre avec enthousiasme, et passe l'été dans la région de Yosemite. Ce même été, il escalade le pic Cathedral, le mont Dana et fait une marche le long d'une vieille piste amérindienne du Bloody Canyon au lac Mono. En même temps, il commence à travailler sur des théories concernant la façon dont la région s'est développée et dont son écosystème fonctionne.
De plus en plus fasciné par cette région, Muir trouve un emploi dans une scierie dans la vallée de Yosemite, sous la direction de James Madison Hutchings. Inventeur né, Muir dessine un moulin à eau pour couper les arbres mis à terre par le vent et se construit une petite cabane le long de la Yosemite Creek.
Son intérêt pour les sciences, plus spécialement pour la géologie, occupe son temps libre et il acquiert bientôt la conviction que les glaciers ont sculpté la vallée de Yosemite et ses environs. Cette intuition est en complète contradiction avec la théorie alors en vigueur, promue par Josiah Whitney (à la tête du California Geological Survey), qui attribue la formation de la vallée à un tremblement de terre catastrophique. Les idées de Muir se propageant, Whitney tente de discréditer Muir en le traitant d'amateur, et même d'ignorant. Le premier géologue, Louis Agassiz, quant à lui, trouve de l'intérêt dans les théories de Muir, et le désigne comme « le premier homme à avoir une conception juste de l'action des glaciers ».
En 1871, Muir découvre un glacier alpin en activité derrière Merced Peak, ce qui aide profondément à la prise en considération de ses théories. Il est aussi un écrivain très productif. Un grand nombre de ses livres sont publiés jusqu'à New York. De plus, cette année-là, l'un des héros de Muir, Ralph Waldo Emerson, arrive à Yosemite et cherche à le rencontrer. L'ancien professeur de Muir à l'université du Wisconsin, Ezra Carr, et la femme de Carr l'encouragent à publier ses théories. Ils le présentent à des notables comme Emerson, ainsi qu'à d'éminents scientifiques comme Louis Agassiz, John Tyndall, John Torrey, Clinton Hart Merriam et Joseph LeConte.

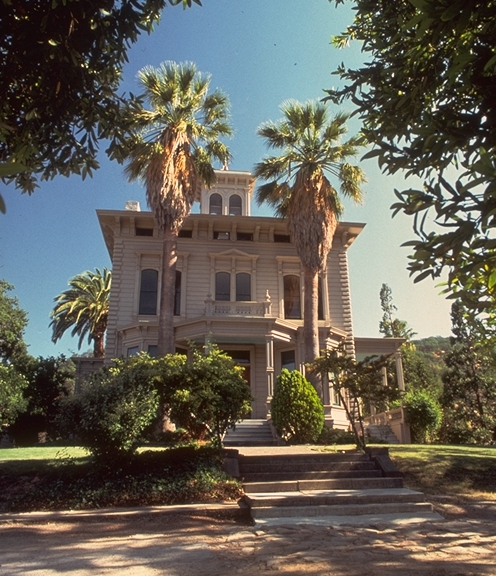
La maison de John Muir à Martinez, initialement celle de son beau-père John Theophil Strentzel.

Un important tremblement de terre centré à côté de Lone Pine, en Californie, dans la vallée de l'Owens est fortement ressenti dans la vallée de Yosemite en mars 1872. Le séisme réveille Muir à l'aube, il sort de sa cabane en courant, à la fois heureux et effrayé, en s'exclamant « un noble tremblement de terre ! ». Les colons des autres vallées, qui continuent d'adhérer aux idées de Whitney, sont effrayés à l'idée que le séisme puisse être le prélude d'un catastrophique approfondissement de la vallée. Muir n'a pas la même peur, et se met, à la lueur de la lune, à la recherche de nouveaux talus créés par les éboulements provoqués par le tremblement de terre. Cet événement entraîne de plus en plus de monde à se rallier aux idées de Muir à propos de la formation de la vallée.
En complément de ses études de géologie, Muir enquête aussi sur la botanique dans la région de Yosemite. Il suit deux spécialisations, la répartition du Séquoia géant le long du flanc ouest de la Sierra Nevada, et l'écologie de ses bosquets isolés, en 1873 et 1874. En 1876, l'Association Américaine pour le Progrès de la Science publie une note de Muir à propos de la répartition et de l'écologie des arbres.

### Explorateur et fermier

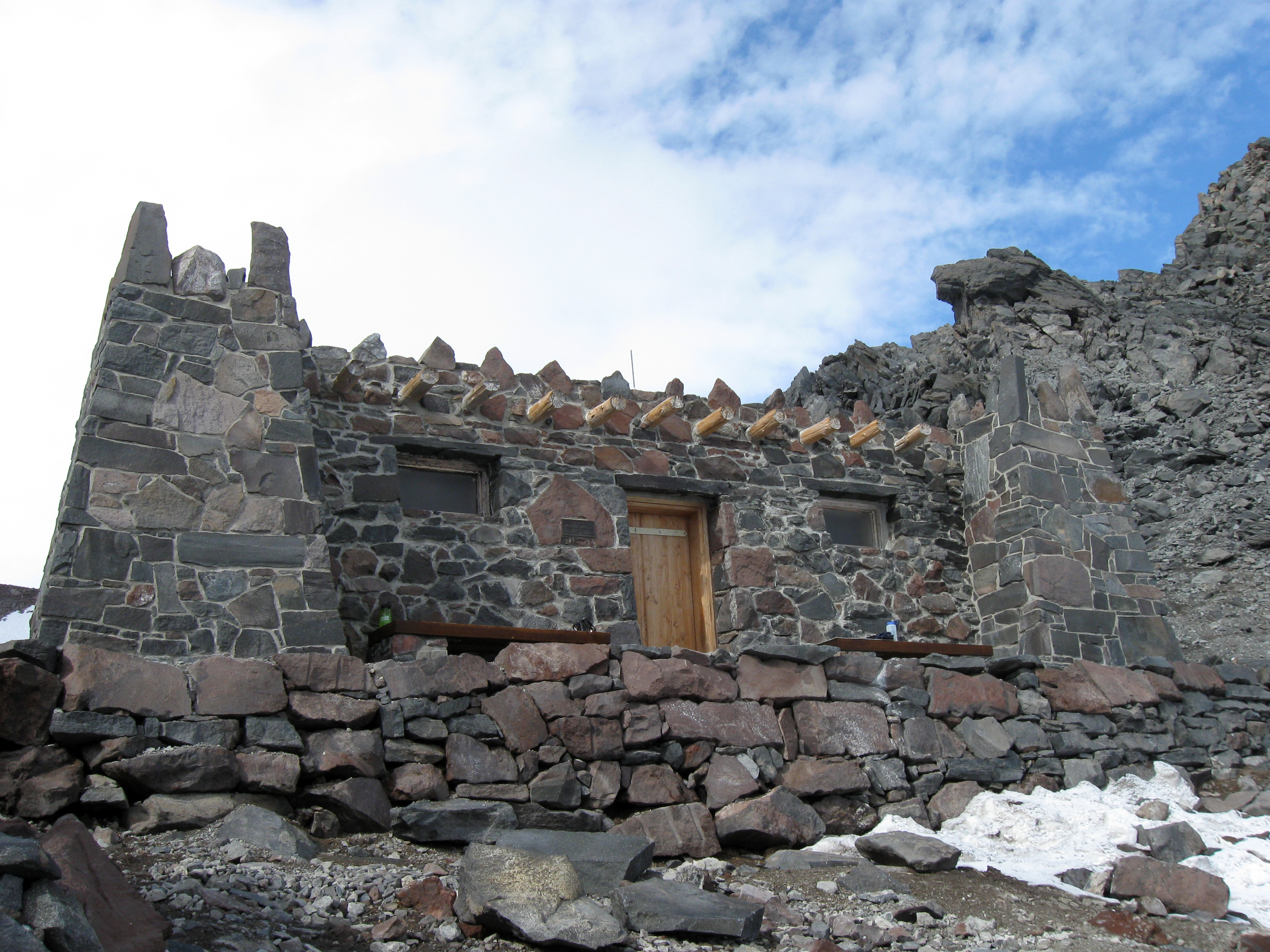
Camp Muir, refuge sur les pentes du mont Rainier, nommé en l'honneur de John Muir.

Entre 1879 et 1888, Muir participe à sept voyages d’exploration en Alaska. En 1881, notamment, il voyage avec l'équipe qui débarque sur l'île Wrangell à bord de l'USS Corwin et qui revendique l'île pour les États-Unis. Il raconte cette expérience dans son livre La Croisière du Corwin.
En 1880, Muir épouse Louisa Wanda Strentzel, dont les parents, le docteur John Strentzel (en) et sa femme Louisiana Erwin, sont propriétaires d'une grande ferme et de vergers à Martinez, une petite ville de Californie, au nord-est de San Francisco. Pendant les années suivantes, il s'occupe de la gestion de la ferme familiale, soit 2 600 hectares de vergers et de vignes qui deviennent très prospères. À sa mort, il laissera une propriété de 250 000 $, qui vaudra plus de quatre millions de dollars en 2005. La maison et une partie de la ferme deviendront site historique national.
Durant ces années deux filles voient le jour, Wanda et Helen.
En 1888, après sept ans de gestion de la ferme, sa santé commence à se dégrader. Sous l'insistance de sa femme, il retourne dans ses montagnes pour se retrouver, en escaladant le mont Rainier, et en écrivant Ascension du mont Rainier.

### L'engagement pour la nature

#### Efforts de préservation
Muir s’engage dans la préservation de la nature avec beaucoup de vigueur. Il imagine le Yosemite et la Sierra comme des terres vierges. Il pense que la plus grande menace pour les terres de Yosemite et de la Sierra est de les transformer en pâturages, notamment pour l'élevage des moutons domestiques (qu'on appelait hoofed locusts, sauterelles bottées). En juin 1889, l'influent éditeur associé au magazine Century, Robert Underwood Johnson, campe avec Muir dans les prairies de Tuolumne et constate au premier regard les ravages qu'un large troupeau de moutons a fait subir à la prairie. Johnson accepte de publier tous les articles que Muir a écrits contre les pâturages de la Sierra. Il accepte aussi d'utiliser son influence pour présenter un projet de loi au Congrès qui donne au Yosemite le statut de parc national, sur le modèle du parc national de Yellowstone.
La loi, qui reprend les recommandations mises en avant par Muir dans deux articles du Century (« Le Trésor du Yosemite » et « Profil du Parc National proposé », tous deux publiés en 1890), est votée au congrès le 30 septembre 1890. Malgré tout, au grand désarroi de Muir, la loi laisse la vallée de Yosemite et le Mariposa Grove sous le contrôle de l'État de Californie. Avec cette victoire partielle à son actif, Muir contribue à la création d'une organisation écologiste appelée le Sierra Club, qui se réunit pour la première fois le 28 mai 1892 et dont il devient le président, une fonction qu'il gardera jusqu'à sa mort 22 ans plus tard. En 1894, son premier livre, Les Montagnes de Californie, est publié.

#### Préservation contre conservation
En juillet 1896, Muir se lie d'amitié avec un autre grand leader du mouvement conservateur, Gifford Pinchot. Cette amitié se termine à la fin de l'été 1897, lorsque Pinchot publie, dans un journal de Seattle, une déclaration encourageant les pâturages de moutons dans les réserves forestières. Muir s’oppose à Pinchot et demande une explication. Quand Pinchot réitère sa position, Muir lui dit : « Je ne veux plus avoir affaire à toi. » Ce clivage philosophique s'étend, et divise le mouvement conservateur en deux camps : les « préservateurs », menés par Muir, et le camp de Pinchot, qui garde le terme « conservateur ». Muir est profondément opposé à la commercialisation de la nature. Les deux hommes débattent de leurs positions dans des magazines populaires comme Outlook, Harper's Weekly, Atlantic Monthly, World's Work, et Century. Muir argumente en faveur de la préservation des ressources pour leur valeur spirituelle ; Pinchot voit la conservation comme un moyen de gestion intelligente des ressources du pays. Les deux hommes s'opposent âprement sur l'exploitation des ressources naturelles, y compris sur la déforestation.

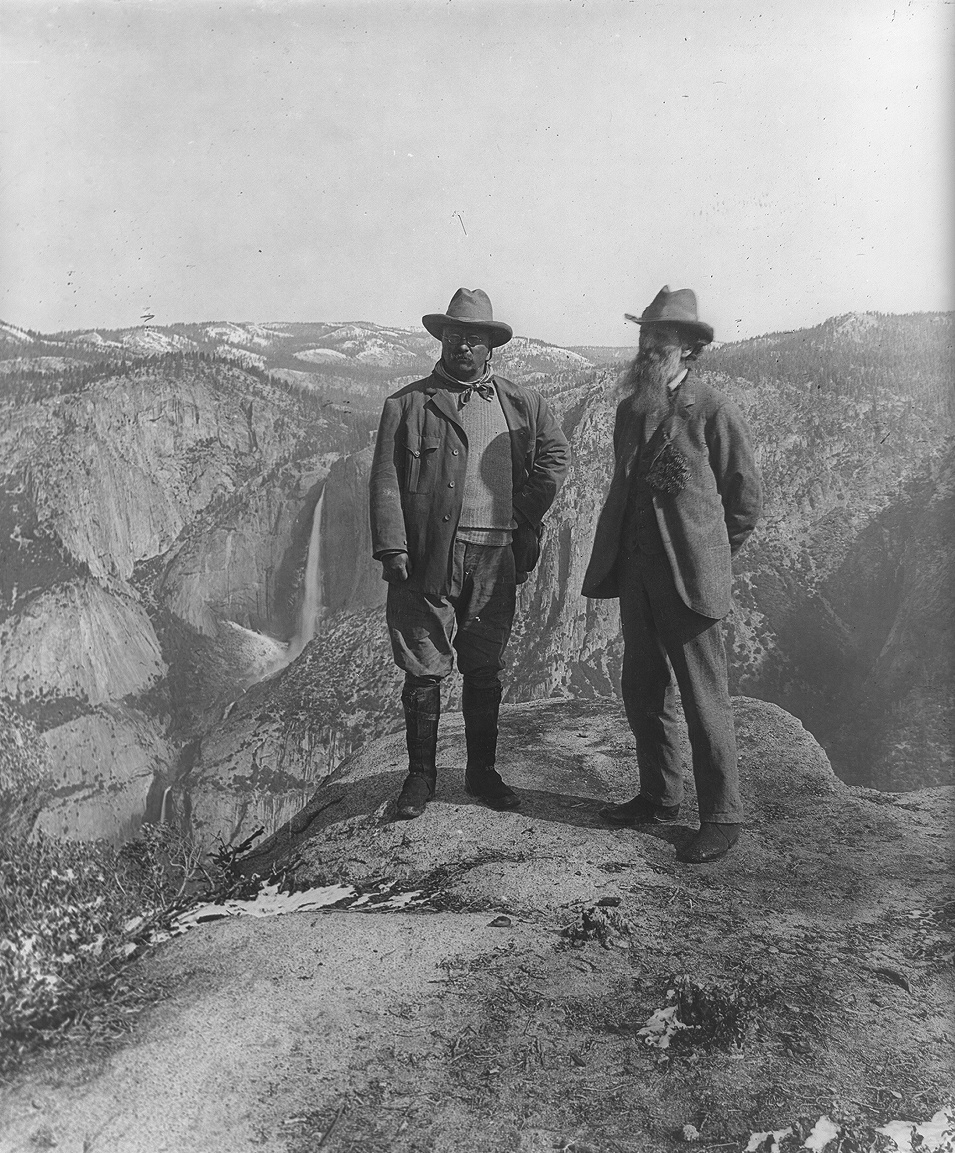
Roosevelt et Muir.

En 1899, Muir accompagne E. H. Harriman, un cadre des chemins de fer, et d'autres scientifiques estimés, dans son célèbre voyage d'exploration le long de la côte de l'Alaska à bord d'un luxueux bateau à vapeur appelé le George W. Elder. Il aura, plus tard, recours à son amitié avec Harriman pour faire pression sur le Congrès pour faire adopter une législation conservatrice.
En 1903, le président Theodore Roosevelt accompagne Muir lors de la visite d'un parc. Muir le rejoint à Oakland, en Californie, pour un voyage en train jusqu'à Raymond, en Californie aussi. L'entourage présidentiel voyage en diligence dans le parc. Durant le voyage vers le parc, Muir discute avec le président de la mauvaise gestion de la vallée et de l'exploitation envahissante de ses ressources. Avant même qu'ils n'entrent dans le parc, il a réussi à convaincre Roosevelt que la meilleure façon de protéger la vallée est d'imposer un contrôle et une gestion fédéraux.
Après être entré dans le parc et avoir vu la beauté de cette vallée, le président demande à Muir de lui montrer le vrai Yosemite. Muir et Roosevelt partent camper dans l'arrière-pays. Les deux hommes discutent jusque tard dans la nuit autour d'un feu, dorment en plein air et au matin se réveillent couverts d'une fine couche de neige — une nuit que Roosevelt n'oubliera jamais.
Muir redouble d'efforts avec le Sierra Club pour consolider la gestion du parc et est récompensé en 1905 lorsque le Congrès transfère le Mariposa Grove et la vallée de Yosemite dans le parc. Sa femme Louisa meurt le 6 août 1905.
Il devient président de l'American Alpine Club entre 1908 et 1910.

#### Hetch Hetchy et mort
Le projet de construire un barrage sur la rivière Tuolumne pour approvisionner en eau la ville de San Francisco voit le jour. Muir s'oppose fermement à l'inondation de la vallée d'Hetch Hetchy qui selon lui était encore plus belle que la vallée de Yosemite. Muir, le Sierra Club et Robert Underwood Johnson se battent contre l'inondation de la vallée. Muir écrit même au président Theodore Roosevelt l'implorant d'annuler ce projet. Après plusieurs années de débats nationaux qui partagèrent le pays, le successeur de Roosevelt, Woodrow Wilson, signe le décret autorisant la construction du barrage le 19 décembre 1913. Muir ressent la destruction de la vallée comme une grande perte. Ce fut sa dernière grande bataille.
John Muir meurt d'une pneumonie dans un hôpital de Los Angeles le 24 décembre 1914 après avoir brièvement rendu visite à sa fille Helen. Quelques personnes comme Steve Roper, un alpiniste californien, pensent qu'il mourut plutôt de tristesse à la suite de la construction du barrage.
L'héritage de John Muir est maintenu par son arrière-petit-fils, Michael Muir, qui a fondé le groupe Access Adventure pour aider les personnes en fauteuil roulant à découvrir la nature.

## Ouvrages (traduits en français)
- Stickeen, trad. Rose-Marie Vassallo, Flammarion, 1982.
- Voyages en Alaska, trad. Jean-Yves Prate et Michel Le Bris, Hoëbeke, 1992 ; rééd. Petite Bibliothèque Payot, 1995.
- Un été dans la Sierra, trad. Béatrice Vierne, Hoëbeke, 1997 ; rééd. 2014.
- Pensées sur la montagne, trad. Jean Duval, La Brèche, 2004.
- Souvenirs d'enfance et de jeunesse, trad. André Fayot, postface Bertrand Fillaudeau, José Corti, coll. Domaine Romantique, 2004.
- Quinze cents kilomètres à pied à travers l'Amérique profonde, trad. André Fayot, José Corti, coll. Domaine Romantique, 2006.
- Journal de voyage dans l'Arctique, José Corti, coll. Domaine Romantique, 2008.
- Célébrations de la nature, José Corti, coll. Domaine Romantique, 2011.
- Forêts dans la tempête : et autres colères de la nature (sept courts chapitres extraits de diverses publications de Muir), éditions Payot, collection « Petite bibliothèque Payot », 2019  (ISBN 9782228923743).

### Sources principales
- (en) William, ed. Cronon, John Muir : Nature Writings : The Story of My Boyhood and Youth; My First Summer in the Sierra; The Mountains of California; Stickeen; Essays, New York, Library of America, 1997, 1re éd., 888 p. (ISBN 978-1-883011-24-6, LCCN 96009664, lire en ligne)
- Works by John Muir at Internet Archive. Edition originale illustrée scannée.
- Photographies de John Muir depuis les Collections Digitales du Holt-Alteron de l'Université du Pacifique. Plus de 200 photographies de Muir, la plupart extraites des John Muir Papers, qui sont conservés à l'Université du Pacifique.

### Sources secondaires
- (en) Gretel Ehrlich, John Muir : Nature's Visionary, Washington, National Geographic, 2000 (ISBN 978-0-7922-7954-9, LCCN 00060944)
- (en) Stephen Fox, John Muir and His Legacy : The American Conservation Movement, Boston, Little, Brown and Company, 1981, 1re éd., 436 p. (ISBN 978-0-316-29110-1, LCCN 81001852)
- (en) John M. Meyer, « Gifford Pinchot, John Muir, and the Boundaries of Politics in American Thought », Polity, vol. 30, no 2,‎ 1997, p. 267-284 (ISSN 0032-3497).
- (en) Char Miller, Gifford Pinchot and the Making of Modern Environmentalism, Washington, Island Press, 2001, 458 p., relié (ISBN 978-1-55963-822-7, LCCN 2001005665)
- (en) Michael B. Smith, « The Value of a Tree: Public Debates of John Muir and Gifford Pinchot », The Historian, vol. 60, no 4,‎ juin 1998, p. 757-778 (ISSN 0018-2370).
- (en) Fredrick Turner, Rediscovering America, John Muir in His Time and Ours, San Francisco, Viking Press, 1985, 417 p., poche (ISBN 978-0-87156-704-8, LCCN 86024885)
- (en) Dennis Williams, God's Wilds : John Muir's Vision of Nature, College Station, Texas A&M University Press, 2002, 1re éd., 246 p. (ISBN 978-1-58544-143-3, LCCN 2001004568)
- (en) Linnie Marsh Wolfe, Son of the Wilderness : The Life of John Muir, Madison, University of Wisconsin Press, 1945, 364 p. (ISBN 978-0-299-18634-0, LCCN 78053294, lire en ligne)
- (en) Donald Worster, « John Muir and the Modern Passion for Nature », Environmental History, vol. 10, no 1,‎ janvier 2005, p. 8-19 (lire en ligne [archive du 13 mars 2005]).
- (en) Donald Worster, A Passion for Nature : The Life of John Muir, Oxford, Oxford University Press, 2008 (ISBN 978-0-19-516682-8, LCCN 2008001441)
- (en) George Wuerthner, Yosemite : A Visitor's Companion, Mechanicsburg, Stackpole Books, 1994, 1re éd., 232 p. (ISBN 978-0-8117-2598-9, OCLC 29314536, LCCN 93041463, lire en ligne), p. 25-37
- Jean-Daniel Collomb, John Muir : Écologie et Parcs Nationaux, Pessac, Presses universitaires de Bordeaux, 2013, 1re éd., 260 p. (ISBN 978-2-86781-877-6, OCLC 864594884)
- Louis-Marie Blanchard, John Muir : Le souffle de la nature sauvage, biographie et essai, Hozhoni, 2021, 272 p.  (ISBN 978-2-37241-078-6)

#### Bases de données et dictionnaires
- Ressources relatives à la recherche :   - Biodiversity Heritage Library
  - Harvard University Herbaria & Libraries
  - International Plant Names Index
- Ressources relatives à la musique :   - International Music Score Library Project
  - Carnegie Hall
  - MusicBrainz
- Ressource relative aux beaux-arts :   - Union List of Artist Names
- Ressource relative à plusieurs domaines :   - Radio France
- Notices dans des dictionnaires ou encyclopédies généralistes :   - American National Biography
  - Britannica
  - Deutsche Biographie
  - Dictionary of Wisconsin History
  - Enciclopedia De Agostini
  - The Oregon Encyclopedia
  - Oxford Dictionary of National Biography
- Notices d'autorité :   - VIAF
  - ISNI
  - BnF (données)
  - IdRef
  - LCCN
  - GND
  - Italie
  - Japon
  - CiNii
  - Espagne
  - Belgique
  - Pays-Bas
  - Pologne
  - Israël
  - NUKAT
  - Suède
  - Australie
  - Croatie

J.Muir est l’abréviation botanique standard de John Muir.
Consulter la liste des abréviations d'auteur en botanique ou la liste des plantes assignées à cet auteur par l'IPNI, la liste des champignons assignés par MycoBank, la liste des algues assignées par l'AlgaeBase et la liste des fossiles assignés à cet auteur par l'IFPNI.